# Von Feilitzen
von Feilitzen är en svensk adelsätt, härstammande från Brandenburg. Släktens äldste kände medlem var rådmannen i Neuruppin Bartholomeus Vielitz, död omkring 1573. Traditionsuppgifter om samband med den bayerska ätten von Feilitzsch syns sakna all grund.

## Historik
Släktens svenske stamfader Adam von Feilitzen (1601–1669) var page ("Edelknabe") hos kurfurst Johan Sigismund av Brandenburg och åtföljde dennes dotter, den blivande drottning Maria Eleonora till Stockholm i oktober 1620. Han blev page hos Gustaf II Adolf och deltog som officer i fälttågen i Livland (Lettland), där han av kungen 1628 i förläning fick godset Tirsen (Tirza). Han bosatte sig där och tog 1636 avsked som kapten och chef för Österbottens regementes slottsgarnisonskompani i Riga. Under två år var han assessor vid lanträtten i Kokenhusens län. Han deltog vid Gustaf II Adolfs begravning och drottning Kristinas kröning som deputerad av den livländska adeln.
Sonen Adam Johan blev svårt skadad i slaget vid Narva och blev  senare överste och kommendant i Kristianstad, där han avled 1721. Dennes äldre broder Matthias Fredrik (1659–1702) förde befälet över Västmanlands regemente i slaget vid Narva och avled under fälttåget i Polen som överstelöjtnant och kommendant i Pinczow. I samband med Carl XI:s reduktion återgick Tirsen 1688 till kronan, men Matthias Fredrik hade fått behålla godset som arrende. Hans son Carl Gustaf (1698–1757) deltog i det norska fälttåget och belägringen av Fredrikshald och tog 1740 avsked som kapten vid Västmanlands regemente. 1723 återfick han Tirsen efter beslut av den kejserliga ryska restitutionskommissionen. Han flyttade dit, sålde fädernegården Väster Munga (Romfartuna socken) och återuppbyggde Tirsens 1702 nedbrända kyrka. 1730 sålde han godset och återvände till Sverige, där han köpt Minsjö säteri (V. Husby socken, numera Norrköpings kommun). Han blev därmed aldrig inskriven i den första livländska adelsmatrikeln, vilken upprättades först 1747.
Hans sonson majoren Johan (1769–1837) introducerades 1818 på Riddarhuset, men släktgrenen är utslocknad. Dennes bror majoren Olof von Feilitzen (1773-1828) ägde Åkerstad (Skeda socken, numera Linköpings kommun), som i hundra år var i släktens ägo. Han sökte aldrig introduktion och är stamfader för den nu levande ointroducerade ätten.
Majoren Johan August Carl Alexander von Feilitzen (född 1814), avled ogift 1893-04-30 i Malmköping och slöt således ätten på svärdssidan.
Den 31 december 2023 var 82 personer med namnet von Feilitzen bosatta i Sverige.

## Personer med efternamnet von Feilitzen

### Alfabetisk lista, biograferade personer
- Anna Casparsson, född von Feilitzen (1861–1961), textilkonstnär och pianist
- Carl von Feilitzen (1840–1901), lantbrukskemist, främjare av nyodling
- Carl Fredrik Johan von Feilitzen (1802–1876), författare
- Carl Melcher von Feilitzen (1845–1917), lantbrukare och ämbetsman
- Einar von Feilitzen (1876–1956), maskiningenjör
- Gerda von Feilitzen (1869–1945), lärare, rektor och politiker
- Gottfrid von Feilitzen (1872–1962), ingenjör, sprängämnestekniker
- Hans-Olof von Feilitzen (1917–2006), arkitekt
- Hjalmar von Feilitzen (1870–1928), jordbrukskemist
- Hugo von Feilitzen (1854–1887), språkforskare
- Lotten von Feilitzen (1829–1912), pianist
- Louise von Feilitzen (1914–1966), stående längdoppare
- Otto von Feilitzen (1820–1889), arkivarie, skolledare och författare
- Reinhold von Feilitzen (1815–1898), sjömilitär
- Urban von Feilitzen (1834–1913), essäist och kritiker

### Kronologisk lista
- Carl Fredrik Johan von Feilitzen (1802–1876), författare
- Gottfrid Wilhelm Matthias M von Feilitzen (1806–1882), godsägare, kanalbolagsdirektör
- August Gustaf Reinhold von Feilitzen (1815–1898), sjöofficer
- Otto Theodor Fabian von Feilitzen (1820–1889), arkivarie, rektor, författare
- Olof Otto Urban von Feilitzen (1834–1913), författare
- Carl Henrik Jobst von Feilitzen (1840–1901), lantbrukskemist
- Carl Melcher von Feilitzen (1845–1917), godsägare, ämbetsman
- Hugo von Feilitzen (1854–1887), filolog
- Carl Otto Evald (1856–1911), artilleriofficer, museichef
- Anna Charlotta Sophia Casparsson, född von Feilitzen (1861–1961), konstnär
- Karl Gustaf Otto (1862–1905), advokat, handskriftsamlare
- Hjalmar von Feilitzen (1870–1928), lantbrukskemist
- Gottfrid von Feilitzen (1872–1962), sprängämnestekniker
- Einar von Feilitzen (1876–1956), överingenjör
- Carl Olof von Feilitzen (1908–1976), biblioteksman och filolog
- Louise von Feilitzen (1914–1966), friidrottare
- Styrbjörn Olof Reinhold von Feilitzen (1918–2004), jurist, direktör
- Gunnar Ivarsson von Feilitzen (1918–2013), civilingenjör, direktör
- Cecilia von Feilitzen (1945–2018), mediaforskare [4]